# Allobates juanii
Allobates juanii es una especie de anfibio anuro de la familia Aromobatidae.

## Distribución geográfica
Esta especie es endémica de Villavicencio en el departamento de Meta de Colombia. Habita a 580 m de altitud en la vertiente amazónica de la Cordillera oriental.

## Etimología
Esta especie lleva el nombre en honor a Juan A. Rivero.

## Publicación original
- Morales, 1994 : Taxonomía sobre algunos Colostethus (Anura, Dendrobatidae) de Sudamérica, con descripción de dos especies nuevas. Revista Española de Herpetología, n.º 8, p. 95-103.[5]